# قانون الهجرة، 1976
قانون الهجرة الكندي لعام 1976، هو قانون أقره البرلمان الكندي عام 1978 ويتطرق إلى الضوابط التي تتحكم بمن يمكن الدخول إلى كندا وليس بمن يجب إبقاءه خارج كندا. أصبح القانون ساري المفعول عام 1978 بنفس الوقت الذي أصبحت فيه أليات الهجرة الجديدة نافذة. بحسب هذا القانون، أصبح للمقاطعات صلاحيات أوسع في تحديد قوانين الهجرة الخاصة بها ، القواعد التي تحدد من تمنع الدخول إليه فيما يعرف بـ«الفئات المحرمة» (بالإنجليزية: Prohibited class)‏. ووضح القانون التي لا يسمح بها دخول البلاد بناء علي فئات عرضة، مثل أشخاص قد يكونون عبء على أمن البلاد أو الضمان الاجتماعي أو الخدمات الصحية، بدلا عن تحديد أشخاص معينين مثل المثليين أو المعوقين ألخ. كما أضافة فئات جديد لمن يحق لهم الدخول مثل اللاجئون، العائلات، أقارب بحاجة للمساعدة والمهاجرون المستقلون. على المهاجرون المستقلون الخضوع لنظام النقط بينما الفئات الأخرى عليها استيفاء شروط بسيطة تتعلق بسجلهم العدلي والأمني والصحي من دون الخضوع لامتحان النقط. كما أوجد القانون حلول لحالات ترحيل الأجانب الذين يخالفون الشروط الصحية والأمنية البسيطة.
وتم استبدال هذا القانون عام 2002 بقانون الهجرة وحماية اللاجئين (بالإنجليزية:  Immigration and Refugee Protection Act والذي يختصر بـ(IRPA))‏.

## إقراء أيضا
- الهجرة إلى كندا
- قانون الجنسية الكندي
- المواطنية والهجرة الكندية
- بطاقة الإقامة الكندية الدائمة
- الإقامة الموقتة الكندية